# Пескороккьяно
Пескороккьяно (итал. Pescorocchiano) — коммуна в Италии, располагается в регионе Лацио, подчиняется административному центру Риети.
Население составляет 2546 человек, плотность населения составляет 27 чел./км². Занимает площадь 94 км². Почтовый индекс — 02024. Телефонный код — 0746.
Покровителем коммуны почитается святой апостол Андрей Первозванный, празднование 30 ноября.